# Abreu e Lima (ort)
Abreu e Lima är en ort i Brasilien.   Den ligger i kommunen Abreu e Lima och delstaten Pernambuco, i den östra delen av landet, 1 700 kilometer nordost om huvudstaden Brasília. Abreu e Lima ligger 30 meter över havet och antalet invånare är 81 959.
Terrängen runt Abreu e Lima är platt, och sluttar österut. Runt Abreu e Lima är det mycket tätbefolkat, med 3 134 invånare per kvadratkilometer.. Närmaste större samhälle är Recife, 16,0 kilometer söder om Abreu e Lima.
Runt Abreu e Lima är det i huvudsak tätbebyggt.